# Brachygalea leucorhabda
Brachygalea leucorhabda là một loài bướm đêm trong họ Noctuidae.